# Großsteingrab Mariendorf
Das Großsteingrab Mariendorf war eine megalithische Grabanlage der jungsteinzeitlichen Trichterbecherkultur bei Mariendorf, einem Ortsteil von Mönchgut im Landkreis Vorpommern-Rügen (Mecklenburg-Vorpommern). Es wurde vermutlich im 19. Jahrhundert zerstört.

## Forschungsgeschichte
Die Existenz des Grabes wurde in den 1820er Jahren durch Friedrich von Hagenow erfasst und seine Lage auf der 1829 erschienenen Special Charte der Insel Rügen vermerkt. Von Hagenows handschriftliche Notizen, die den Gesamtbestand der Großsteingräber auf Rügen und in Neuvorpommern erfassen sollten, wurden 1904 von Rudolf Baier veröffentlicht. Die Anlage bei Mariendorf wurden hier nur listenartig zusammen mit den Großsteingräbern bei Alt Reddevitz unter der Ortsangabe Reddevitz erfasst. Ob eines der bei Ewald Schuldt und Hans-Jürgen Beier genannten Großsteingräber bei Mönchgut (Forst) identisch mit der Anlage bei Mariendorf ist, bleibt unklar.

## Lage
Das Grab befand sich nordöstlich von Mariendorf auf einem Feld. Es lag auf einer leichten aber deutlich erkennbaren Erhebung am Südostrand einer Niederung.

## Beschreibung
Nach von Hagenows Liste  und der Kartensignatur handelte es sich bei der Anlage um einen wahrscheinlich ost-westlich orientierten Großdolmen mit einer ovalen steinernen Umfassung. Markus Sommer-Scheffler konnte 2012 am Standort des Grabs einige Granittrümmer und Bruchstücke von Rotsandsteinplatten ausmachen.